# Ościukowicze
Ościukowicze (biał. Асцюковічы, Asciukowiczy; ros. Остюковичи, Ostiukowiczi) – wieś na Białorusi, w obwodzie mińskim, w rejonie wilejskim, około 23 km na południowy wschód od Wilejki.

## Historia
Pierwsza wzmianka o majątku pochodzi z XVI wieku. W 1585 roku dobra te należały do Ościków, później do Hlebowiczów, w XVIII wieku do Sawickich i do Niezabytowskich, a następnie zostały wniesione w posagu do rodziny Tukałłów. Prawdopodobnie pierwszym dziedzicem Ościukowicz z tego rodu był Michał Tukałło, lidzki sędzia grodzki, a po nim – jego syn Ignacy (~1790–1884), powstaniec listopadowy, żonaty z Konstancją ze Świdów (~1790–1844). Obaj ich synowie, Mieczysław (1815–1883) i Konstanty (1819–1890) wzięli udział w powstaniu styczniowym, co przepłacili zsyłką na Sybir, a majątek uległ konfiskacie. Rodzinie udało się odzyskać majątek, którego własność przypadła synowi Mieczysława z małżeństwa z Zuzanną Bohdanowiczówną (~1820–1909), Ignacemu Tukalle (~1850–?) żonatemu z Heleną Niezabytowską (1863–1920). Ponieważ nie mieli dzieci, zapisali schedę siostrzeńcowi Ignacego, Januszowi (1890–1932), żonatemu z Zofią z domu Skarbek-Kiełczewską (1898–1942), która była ostatnią właścicielką majątku przed 1939 rokiem. Zofia Tukałło została rozstrzelana w Wilejce przez Gestapo za ukrywanie rodziny żydowskiej.
Możliwe, że majątek przeszedł z Niezabytowskich na Tukałłów dopiero w 1891 roku w momencie ślubu Heleny Niezabytowskiej z Ignacym Tukałłą, choć wiadomo, że Tukałłowie mieszkali w nim wcześniej.
Po II rozbiorze Polski w 1793 roku dobra te, wcześniej należące do województwa wileńskiego Rzeczypospolitej znalazły się na terenie powiatu wilejskiego (ujezdu) guberni mińskiej, a od 1843 roku – guberni wileńskiej. Po I wojnie światowej Ościukowicze wróciły do Polski, po ustabilizowaniu się granicy polsko-radzieckiej w 1921 roku znalazły się w gminie Ilia w powiecie wilejskim województwa nowogródzkiego. 13 kwietnia 1922 roku gmina wraz z całym powiatem wilejskim została przyłączona do objętej władzą polską Ziemi Wileńskiej, przekształconej 20 stycznia 1926 roku w województwo wileńskie. Od 1945 roku – w ZSRR, od 1991 roku – na terenie Republiki Białorusi.
W XIX wieku wieś nie istniała; w 1865 roku w folwarku mieszkało 9 osób, w 1931 roku w majątku było 108 mieszkańców. W 2009 roku we wsi mieszkało 67 osób.

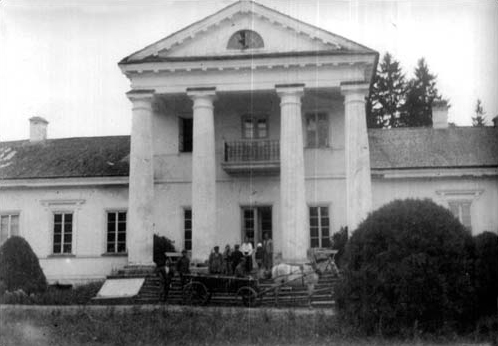
Dwór przed 1939 rokiem

## Nieistniejący dwór
Budowa dworu wiązana jest z rodziną Niezabytowskich, dom powstał na przełomie XVIII i XIX wieku, nawiązywał do klasycyzmu. Był to dziewięcioosiowy budynek wzniesiony na planie prostokąta, przykryty dwuspadowym dachem gontowym. Miał parterowe skrzydła, a trójosiowa część środkowa była piętrowa. Przed nią był portyk w wielkim porządku o czterech kolumnach podtrzymujących trójkątny fronton z półokrągłym oknem. Na taras pod portykiem prowadziło 8 kamiennych schodów. Nad drzwiami pod frontonem był mały balkon. Elewacja ogrodowa była rozczłonkowana trzema ryzalitami, wszystkie były zamknięte trójkątnymi szczytami z półokrągłymi okienkami. Z głównego tarasu prowadziły schodki w dół na większy, dobudowany później taras otoczony kamienną balustradą.
Na początku XX wieku do budynku dobudowano prostokątne skrzydło z przeznaczeniem na kaplicę, wewnątrz urządzoną w stylu neogotyckim. Z drugiej strony również dobudowano krótsze skrzydełko. Dwór miał układ dwutraktowy.
Dom był otoczony dużym parkiem krajobrazowym o powierzchni około 10 ha. Były w nim 4 stawy. Przed dworem rozciągał się ogromny trawnik opadający ku największemu ze stawów. Na przedłużeniu skrzydeł domu rozplanowane były sady.
Dwór został spalony pod koniec II wojny światowej. Pozostały jedynie fragmenty fundamentów i podstawy kolumn portyku. Istnieje zdziczały park, do którego prowadzi brama z 1934 roku, którą stanowią dwa murowane słupy zwieńczone trójkątnymi frontonami przykrytymi dwuspadowymi daszkami. Od bramy do miejsca, gdzie stał dwór, prowadzi aleja lipowa. W parku jest kamienny mostek i niewielka kapliczka z I połowy XIX wieku. Poza parkiem zachowały się ruiny dwóch obór, stodoła i krochmalnia.
Majątek Ościukowicze został opisany w 4. tomie Dziejów rezydencji na dawnych kresach Rzeczypospolitej Romana Aftanazego.